# Ospedale di San Rocco
L'ospedale di San Rocco al Porto di Ripetta, detto anche delle Celate, era un ospedale di Roma costruito dall'Arciconfraternita degli osti e dei barcaioli, che aveva in dotazione anche l'adiacente chiesa di San Rocco all'Augusteo. Ricostruito sullo stesso luogo alla fine del Settecento, funzionò come ospedale fino al 1892. L'edificio fu abbattuto negli anni trenta per far posto all'attuale piazza Augusto Imperatore.

## Storia
Il 1 giugno 1499, con la bolla Cogitantes humanae conditionis, Alessandro VI riconobbe all'Arciconfraternita di San Rocco degli osti e dei barcaioli, a Ripetta, la facoltà di costruire una chiesa, un oratorio e un ospedale su un terreno vicino al mausoleo di Augusto, dedicandoli al santo protettore San Rocco. Il fabbricato dell'ospedale fu edificato accanto alla chiesa.
 
L'edificio sorgeva in una zona popolare, densamente abitata. Alle mura del Mausoleo di Augusto era abbarbicato un gruppo di casette sovrapposte, dove vivevano famiglie, il cui sostentamento derivava dalle attività del porto fluviale. L'ospedale maschile, funzionante già nel 1524, viene ampliato utilizzando un terreno sub montis augustalis e completato nel 1528.

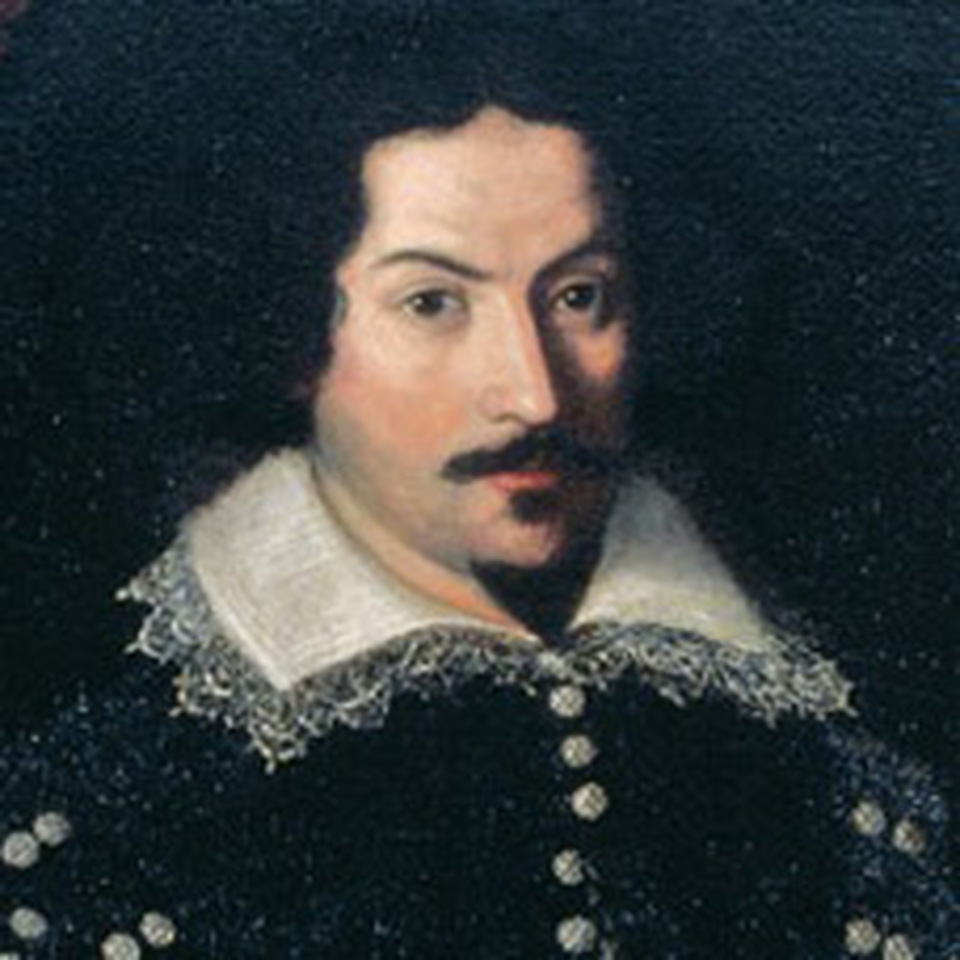
Ritratto di Carlo Maderno

L'ospedale è visibile nella pianta di Roma di Giovanni Battista Nolli del 1748, segnato coi numeri 470 e 471 (reparto per gli uomini e reparto per le donne).
In origine l'ospedale di San Rocco funzionò come ricovero per gli appestati e aveva una sezione femminile e una maschile. Mutò poi destinazione: cessò di ospedalizzare appestati e divenne generico, accogliendo anche le partorienti. Aveva 50 posti letto, ma il numerò cambiò nel tempo. Un'ala fu destinata alle mogli dei barcaioli, per evitare che partorissero sulle barche, in condizioni malsane. La vicinanza degli ortacci - i recinti assegnati alle prostitute, tra il via del Corso e via di Ripetta - riversava sull'ospedale San Rocco un carico di lavoro nell'accogliere anche partorienti celate.

### Le partorienti e lecelate
Esse arrivavano di notte, con il volto coperto; erano registrate con un numero e nessuno poteva scoprirne l'identità. Il loro volto rimaneva nascosto a tutti, tranne alla levatrice e all'ostetrico. I loro neonati erano inviati alla Pia Casa degli Esposti, all'ospedale di Santo Spirito. Per le celate il ricovero era gratuito, per la durata di otto giorni dopo il parto; ma, se volevano anche nascondere la loro gravidanza, pagavano 3 scudi al giorno (nell'Ottocento erano arrivati a 32). Avevano camere separate, con letti dotati di cortine. La protezione riguardava tutti: parenti, curiosi, autorità religiose e giudiziarie, e non fu mai violata.

Se una celata moriva di parto, il suo corpo era seppellito in un cimitero riservato, fuori Porta del Popolo, e la sua tomba era indicata col numero di accesso all'ospedale. Il piccolo cimitero scomparve quando fu aperta via del Muro Torto.

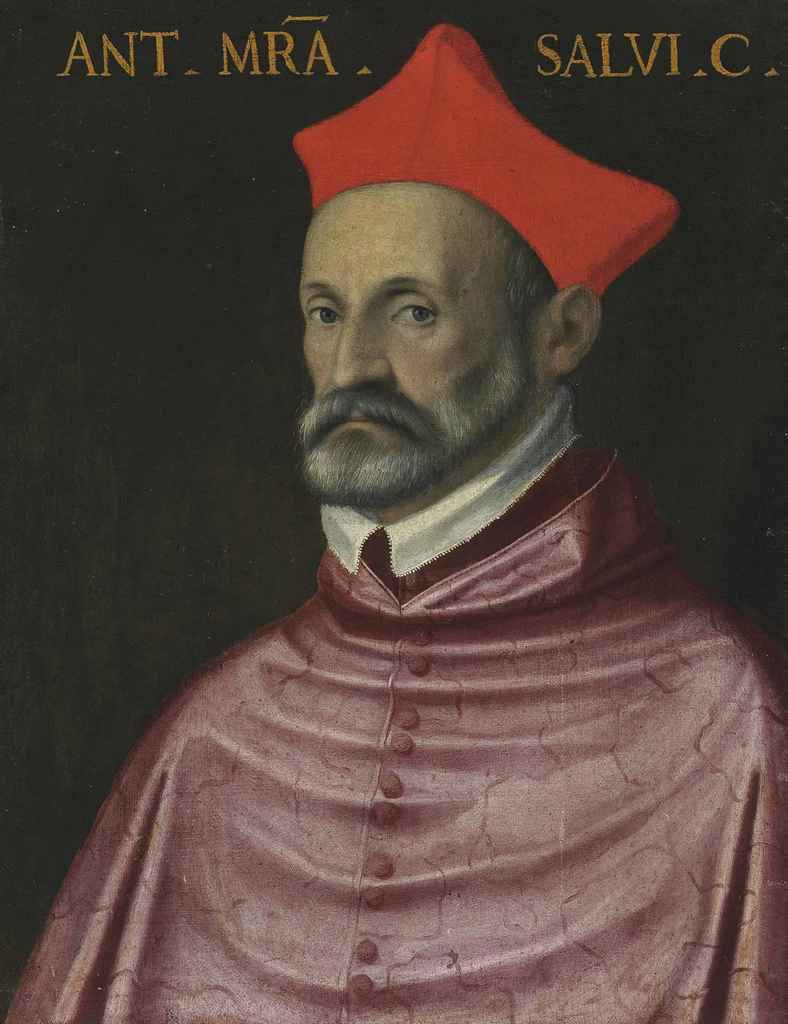
Ritratto del cardinale Anton Maria Salviati

Il cardinale Anton Maria Salviati, protettore dell'Arciconfraternita, destinò per testamento al San Rocco la sua tenuta di Acquasona presso Galeria, nella zona a nord di Roma, i cui proventi dovevano essere utilizzati per eliminare la sezione maschile e destinare l'intero nosocomio alle donne, in particolare alle partorienti, sia palesi sia celate. L'ospedale fu quindi ricostruito tra il 1605 e il 1612, con una spesa di 5.659 scudi, abbattendo due casette che erano addossate alla Mole Augustea e acquistando un orto appartenente alla vicina chiesa di San Girolamo. Carlo Maderno fu progettista e direttore dei lavori.
Come ospedale per le sole donne il San Rocco iniziò quindi a funzionare nel 1608 e durò quasi tre secoli. Clemente XIV, con un breve del 1770, eliminò la sezione delle donne malate e riservò il San Rocco alle sole partorienti (il reparto maschile, chiuso da tempo, era caduto in rovina).

Si decise di vendere la proprietà di Acquasona e, con il ricavato, ricostruire ex novo l'ospedale di San Rocco, nello stesso posto e con identica forma esteriore. Il progetto fu affidato all'architetto Nicola Forti; i lavori iniziarono nel 1772 e si conclusero nel 1776.
La vertenza con la famiglia Corea - proprietaria del mausoleo di Augusto, dove si svolgevano spettacoli teatrali - fu chiusa assegnando all'Arciconfraternita di San Rocco tutti i reperti archeologici, frutto degli scavi sotto il vecchio edificio del San Rocco. Venne alla luce anche un obelisco, rotto in tre pezzi, gemello di quello ritrovato molto tempo prima e innalzato all'Esquilino: Pio VI ne pretese la consegna e lo innalzò sulla piazza del Quirinale. La presenza dell'obelisco nelle fondamenta del vecchio ospedale ne aveva condizionato la forma, a rettangolo stretto e lungo.
Il nuovo ospedale San Rocco aveva al primo piano una corsia di 34 metri per 9, con dieci finestroni;al secondo piano, una sala della stessa ampiezza, ma con soffitto più basso, era riservata al passeggio delle partorienti. Le stanze delle celate erano a parte. L'ospedale aveva in quel periodo 20 posti letto e ogni anno assisteva 300 partorienti, il 4-5% delle quali subiva operazioni. Nel 1820 i decessi per parto furono 12.
Curatolo, che ha esaminato la documentazione all'Archivio di Stato di Roma, riferisce alcuni dati: i decessi erano più numerosi tra le celate, tra le quali era anche più forte l'incidenza delle partorienti affette da tubercolosi, da febbre malarica, da disturbi gastrici e da rachitismo.

### Ostetricia cattedra universitaria

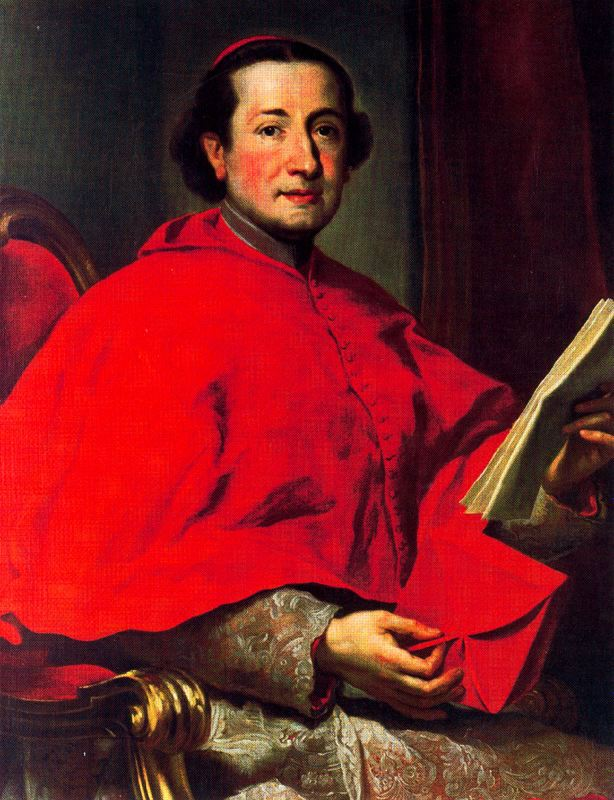
Cardinale Carlo Rezzonico (1724-1799)

Nel XVIII secolo l'ostetricia, da pratica empirica, era diventata una scienza, materia di insegnamento universitario.
Nel 1786 il cardinale Carlo Rezzonico, Camerlengo e Arcicancelliere degli Studi, promulgò l'editto concernente le modalità di studio dell'Ostetricia all'Università di Roma.
 
Destinò una stanza sopra la sacrestia della chiesa di San Rocco ai corsi teorici di Ostetricia, tenuti dal titolare della neonata cattedra di Ostetricia dell'Università La Sapienza. Alla saletta si accedeva da una porticina, in via di Schiavonia - stradina oggi non più esistente - in corrispondenza dell'attuale ponte tra le chiese di San Gerolamo e di San Rocco. I corsi riservati alle levatrici si tenevano da novembre a Pasqua; i corsi di Ostetricia per gli studenti universitari di Medicina si tenevano dalla domenica in Albis fino a metà settembre.
Il chirurgo Francesco Asdrubali, che è stato il primo titolare della cattedra di Ostetricia de La Sapienza, era anche primario chirurgo del San Rocco. Identico doppio incarico ebbero i suoi successori.

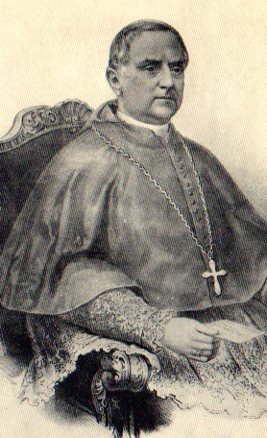
Cardinale Carlo Luigi Morichini

### Il "sogno" di Panunzi
Gli Osti e i Barcaroli di Ripetta in quegli anni foraggiavano abbondantemente gli studenti universitari, che erano diventati più numerosi di quelli iscritti a Teologia e a Farmacia.
Nel 1855 titolare della cattedra di Ostetricia e primario dell'ospedale San Rocco era Antonio Panunzi. Egli chiese ufficialmente di prolungare il calendario delle lezioni accademiche e di allungare i giorni di degenza delle puerpere «per tutto il tempo che l'ostetrico ritenesse necessario».
 
Egli rivolse al cardinal Carlo Luigi Morichini, presidente degli Ospedali Romani, la richiesta di una nuova sede per l'ospedale, in una zona decentrata, verso Sud, dove si prevedeva lo sviluppo della città.
Voleva un nuovo stabilimento con giardini, con bagni, con corsie separate per le donne gravide e per le puerpere, con stanze distinte per il parto naturale e per quello morboso. Chiedeva sale parto distinte dalle corsie e un gabinetto Anatomico Fisiopatologico. Desiderava che non si allontanassero in tutta fretta i neonati dalle madri nubili. Al San Rocco ogni distinzione era rimasta sociale e riguardava unicamente le partorienti palesi da quelle celate: nessuna concessione quindi alle nuove esigenze igieniche e sanitarie.
Per potenziare l'assistenza notturna, Panunzi chiedeva un convitto per le studentesse levatrici, la cui istruzione doveva essere prolungata a 18 mesi. I corsi di Ostetricia, per Panunzi, dovevano essere riservati a medici laureati con almeno un anno di esperienza ospedaliera.
Le richieste ufficiali di Antonio Panunzi non furono prese in considerazione, anche a causa dell'allontanamento del cardinal Morichini da Roma. Panunzi rinnovò le sue proposte nel 1858 e nel 1865 fu inaugurato finalmente il reparto di Ostetricia all'ospedale di San Giovanni. Nel 1876 il San Giovanni divenne l'unica sede romana di corsi universitari di Ostetricia. 

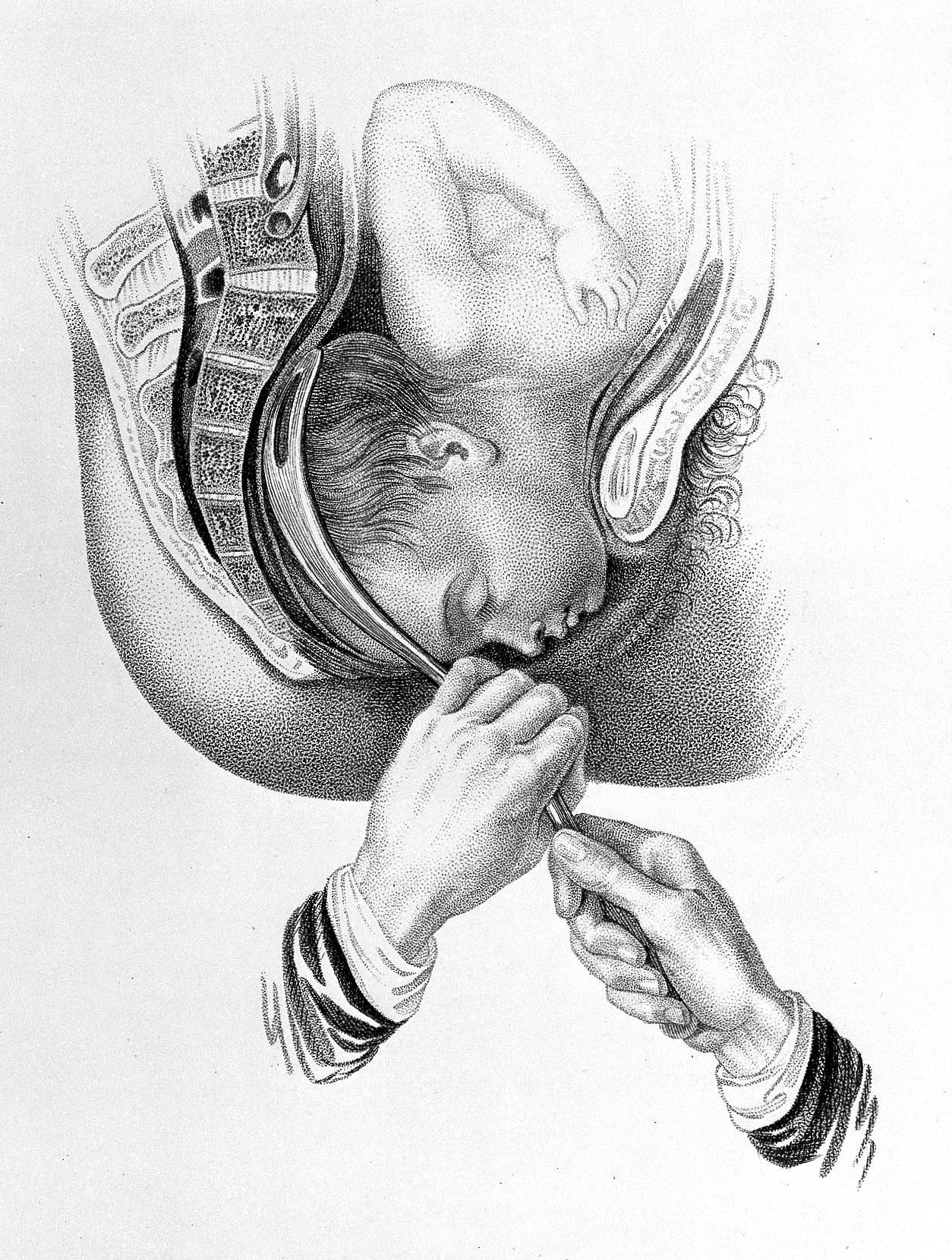
Ramsbotham, Principles and practice of obstetrics, 1841

### I restauri
Nel 1860 la famiglia alta dell'ospedale di San Rocco era costituita dal rettore, dal medico, dal chirurgo ostetrico, dall'economo, da una priora e da una levatrice; la famiglia bassa comprendeva la donna delle faccende e il portinaio. Con una somma annua in uscita di 3.529 scudi, l'ospedale era in attivo di 702 scudi.
Nel 1867 all'ospedale furono aggiunti bagni con acqua potabile e fu costruita l'abitazione per il personale ospedaliero.
Nel 1870 i posti letto per le palesi erano sedici ed esistevano finalmente camerette separate per il parto; al secondo piano c'erano altri 16 posti letto per le celate e il sottotetto serviva da stenditoio. Il medico Diomede Pantaleoni, commissario degli Ospedali Riuniti, ordinò di restaurare il sottotetto, aggiungendovi bagni e acqua corrente, per trasformarlo in sala parto; nei sotterranei organizzò un gabinetto per le autopsie, pratica fino allora sconosciuta in questo ospedale.

Nel 1871 il San Rocco fu convenzionato col Ministero dell'Istruzione e ottenne un sussidio annuo di 4.050 lire.

### La fine
Nel 1892 l'ospedale di San Rocco, o delle Celate, fu soppresso e i locali al piano terreno furono trasformati nella Sala Sgambati e utilizzati per i concerti dell'Accademia di Santa Cecilia.

Tutte le partorienti furono trasferite all'ospedale di San Giovanni, dove un'ala a parte dentro un torrino, con 8 posti letto, fu destinata alle celate e rimase operante fino alla fine degli anni quaranta del Novecento.

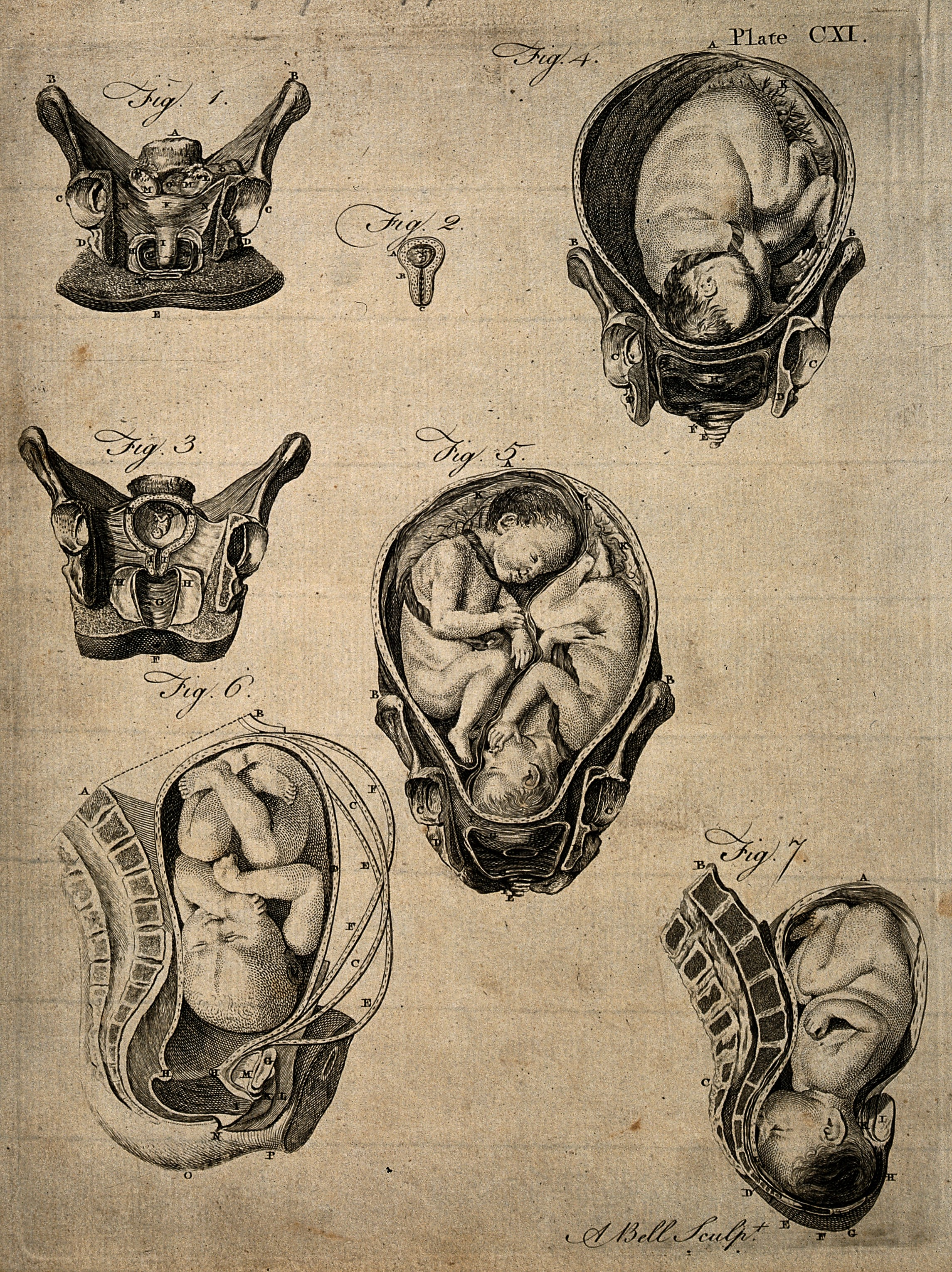
Sette diverse rappresentazioni in sezione della donna incinta

L'edificio dell'ospedale di San Rocco fu demolito tra il 1934 ed il 1938, in occasione dei lavori di sistemazione della zona intorno al Mausoleo di Augusto. Fu demolito anche il campanile della chiesa di San Rocco.